# كنت (كوهستان)
كنت (بالفارسية: کنت) هي قرية تقع في إيران في Kuhestan Rural District. يقدر عدد سكانها بـ 62 نسمة بحسب إحصاء 2016.